# Rogaška Slatina
Rogaška Slatina je grad i središte istoimene općine u istočnoj Sloveniji.

## Znamenitosti
Rogaška Slatina međunarodno je poznato lječilište, najpoznatije u cijeloj Sloveniji. Osim lječilišta grad je poznat i po proizvodnji kristal-stakla. Rogaška Slatina najljepše je uređeno turističko mjesto u Sloveniji za 2009. godinu.

## Zemljopis
Rogaška Slatina se nalazi na istoku Slovenije, u blizini granice s Hrvatskom u pokrajini Štajerskoj i statističkoj regiji Savinjskoj. Grad se nalazi na nadmorskoj visini od
223.6 m, površina grada je 5.44 km2.

## Stanovništvo
Prema popisu stanovništva iz 2002. godine Rogaška Slatina je imala 4801 stanovnika.

## Šport
- NK Rogaška

## Poznate osobe
Poznate osobe koje su rođene ili su živjele u Rogaškoj Slatini:
- Ela Peroci, dječja književnica
- Miloš Verk, kartograf
- Avgust Lavrenčič, slikar i scenograf

## Vanjske poveznice
- Službena stranica općine
- Satelitska snimka grada  Arhivirana inačica izvorne stranice od 29. srpnja 2017. (Wayback Machine)